# اپیدینلا
اپیدینلا (انگلیسی: Apedinella) گونه ای از ناجورتاژکان است.